# 李煥之
李 煥之（り かんし、LI Huan-zhi, 1919年1月2日 - 2000年3月19日）は、中国の作曲家。

## 経歴
1919年当時英国領であった香港生まれ。父の李孫修(祖籍は福建省泉州)は台湾にわたって煥之の母と出会い結婚(母・鄭恵珍の祖籍は台湾台北)、その後両親が仕事で香港へ戻っていたときに煥之と煥之の兄は生まれている。
福建省の厦門双十中学で学び、1936年に上海音楽専科学校に入学し、和声を蕭友梅について学ぶ。1938年に香港から延安の革命に参加し、魯迅芸術学院音楽科へ入学して冼星海に作曲と指揮を師事した。同年11月には中国共産党に入党した。卒業後は同楽院で教鞭をとり、音楽科主任も務めた。
1949年10月に中華人民共和国が成立すると、中央音楽学院や中央歌舞団で指導にあたった。さらに1960年には中央民族楽団団長に就任し、首席指揮者を兼ねた。彼は同楽団を率いて日本を含む世界各国で演奏会を行った。また、中国音楽家協会副主席・主席を歴任した。

## 作曲作品
作曲活動も長年にわたって行っており、主要な作品に「春節序曲」、箏協奏曲「汨羅江幻想曲」などがある。